# Brian Reynolds
Brian Reynolds (nacido en el año de 1967) es un programador de videojuegos de estrategia estadounidense.
Trabajó en MicroProse desde 1991, junto con Sid Meier fue uno de los principales programadores del Colonization y Civilization II, basado en el anterior Civilization de Sid Meier.
Al igual que Sid Meier y Jeff Briggs abandonó Microprose para pasar a Firaxis Games. Allí diseñó el juego Alpha Centauri y su expansión Alien Crossfire, 1999.
Abandonó Firaxis para pasar a Big Huge Games en 2000, compañía de la que fue uno de los fundadores, donde desarrolló Rise of Nations para Microsoft, publicado en 2003, así como su expansión Rise of Nations: Thrones and Patriots en 2004 y su secuela de 2006, Rise of Legends. En 2007 lanzó Catan para Xbox.
En 2009 abandonó BHG siendo contratado por Zynga, desarrollando juegos para Facebook como FrontierVille/The Pioneer Trail.
- Datos: Q2924999
- Multimedia: Brian Reynolds (game designer) / Q2924999